# Olivier Gillet
Pour les articles homonymes, voir Gillet et Olivier Gillet (homonymie).
Pas d'image ? Cliquez ici
Olivier Gillet (28 avril 1965 - ) est un pilote automobile suisse, engagé en rallyes automobiles.

## Palmarès

### Titre
- Il termina 9e au rallye Monte-Carlo WRC en 2001.
- Champion de Suisse des Rallyes : 2005 (copilote Frédéric Helfer, sur Renault Clio S1600 du Lugano Racing team) ;
- 3e du championnat d'Europe des rallyes zone nord : 2005.

### 8 victoires en championnat de suisse
- Ronde Jurassienne : 2004 (copilote Jean-François Stœckli, sur Peugeot 206 S1600, durant toute la saison), et 2005 ;
- Rallye du Valais : 2004 et 2005 (épreuve comptant pour le championnat d'Europe en 2005) (2e en 1996, 2001 et 2004 ; 3e en 1997) ;
- Rallye du Pays du Gier : 2005 ;
- Critérium Jurassien : 2005 ;
- Rallye du Chablais : 2005 ;
- Ronde de Marchairuz : 2005.